# Черненко Лілія Василівна
Лілія Василівна Черненко (Бондаревич) (народилася 19 червня 1954 року в Білорусі на Ошмянщині, Гродненська область) – українська письменниця, журналістка. Пише білоруською, українською та російською мовами. Членкиня Національної спілки письменників України.

## Біографія
Лілія Бондаревич народилася 19 червня 1954 року в родині вчителів.
Закінчила філологічний факультет Гродненського університету імені Янки Купали.
Працювала завідувачем районного відділу культури.
13 років викладала естетику та зарубіжну літературу в Прилуцькій виховно-трудовій колонії для неповнолітніх, російську мову в гімназії.
На місцевому незалежному телебаченні «Ефір-TV» вела авторську програму «Провінційні діалоги».
На виборах до Чернігівської обласної ради 2015 року балотувалася від партії «Опозиційний блок». На час виборів проживала в Прилуках, була вчителем СШ№ 15 Прилуцької виховної колонії.

## Літературна творчість
У її творчому доробку:
- повість «Зона грає блюз»,
- книги поезій білоруською мовою «Красавік кахання», «Торішній дощ»,
- збірки прозових творів «Жінка, яка дещо знає» (українською та білоруською мовами), «Відьма з майбутнього»,
- збірка нарисів, есеїв, монологів українською та білоруською мовами «На берегах любові».
- повість «Настя Каменська з вулиці Вишневої» – надрукована в однойменній колективній збірці «Скіф».

## Відзнаки
- Лауреатка Міжнародної літературної премії «Тріумф»;
- Лауреатка Міжнародної премії імені Василя Стуса,
- Лауреатка Всеукраїнського конкурсу «Книжник-REVIEW»,
- неодноразовий переможець обласних конкурсів «Найкраща книга року».
- Переможниця обласного конкурсу «Жінка року-99».
- 2010 — лауреатка Чернігівської обласної премії імені Михайла Коцюбинського у номінації «Проза». Удостоєна звання лауреата за книгу «Ми всі — подорожні».
- Лауреатка Медалі Івана Мазепи (2016)[2]

## Різне
Понад 25 років мешкає у місті Прилуки на Чернігівщині.